# Arthur von Oettingen

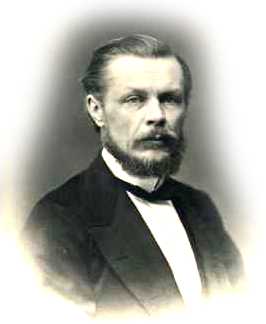
Arthur von Oettingen

Arthur Joachim von Oettingen (* 16. Märzjul. / 28. März 1836greg. auf dem Gut Ludenhof bei Dorpat, Livland, heute Estland; † 5. September 1920 in Bensheim, Landkreis Bergstraße, Hessen) war ein deutsch-baltischer Physiker und Musiktheoretiker, Professor an den Universitäten Dorpat und Leipzig, kaiserlich russischer Wirklicher Staatsrat.

## Leben

### Herkunft und Familie
Er entstammte dem alten, ursprünglich aus Westfalen stammenden Adelsgeschlecht von Oettingen und war der Sohn des Gutsbesitzers Alexander von Oettingen (1798–1846), livländischer Landmarschall und Landrat, und der Helene von Knorring (1793–1863).

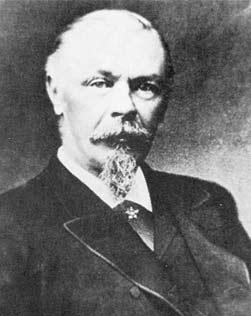
Arthur von Oettingen
Natalie von Brackel

Oettingen heiratete am 24. April 1869 in Dorpat Natalie von Brackel (* 17. August 1850 in Warta, Landkreis Sieradz, Polen; † 12. Februar 1913 in Leipzig, Sachsen), die Tochter des kaiserlich russischen Generalmajors Woldemar von Brackel und der Katharina Elisabeth Duffing.
Seine beiden Brüder, Georg (1824–1916), und Alexander von Oettingen (1827–1905), waren ebenfalls an der Universität Dorpat tätig. Drei weitere Brüder, August Georg Friedrich (1823–1908), Nicolai Conrad Peter (1826–1876) und Eduard Reinhold (1829–1919), waren in der livländischen Landespolitik aktiv.

### Werdegang
Oettingen studierte an der Kaiserlichen Universität Dorpat (1853 bis 1855) Astronomie, danach Physik. 1859 wurde er mit der Arbeit Über eine Klasse bestimmter Integrale Kandidat der Physik. Da in Dorpat die Experimentalphysik nicht vertreten war, setzte er sein Studium ab 1859 in Paris und ab 1860 in Berlin fort. In Paris studierte er nicht nur Physik in den Laboratorien von Antoine César Becquerel und
Henri Victor Regnault, sondern besuchte auch Lehrveranstaltungen zur Mathematik, Anatomie und Physiologie. In Berlin arbeitete er in den Laboratorien von Heinrich Gustav Magnus, Johann Christian Poggendorff, Heinrich Wilhelm Dove und Karl Adolph Paalzow. Daneben hörte er wieder Mathematikvorlesungen, unter anderem bei Jakob Steiner, dessen synthetische Geometrie er später selbst wissenschaftlich vertrat.
Nach seiner Rückkehr nach Dorpat promovierte er 1862 mit der Arbeit Der Rückstand der Leidener Batterie als Prüfungsmittel für die Art der Entladung zum Magister und erwarb mit Ueber das Laden der Leydener Batterie durch Induction und über die Entladung der Batterie durch das Inductorium die Lehrbefähigung als Privatdozent. 1865 promovierte er mit der Arbeit Über die Correction der Thermometer, insbesondere über Bessel's Kalibrir-Methode zum Doktor und wurde im gleichen Jahr außerordentlicher Professor und im März 1868 ordentlicher Professor in seiner Heimatstadt. Oettingen widmete sich insbesondere der Meteorologie und gründete ein Observatorium in Dorpat, das 1869 der Universität zugewiesen wurde. 1876 wurde er als korrespondierendes Mitglied in die Russische Akademie der Wissenschaften in Sankt Petersburg aufgenommen.
Seit den achtziger Jahren gab es zunehmende politische Auseinandersetzungen in den Ostseegouvernements, die sich auch auf das Hochschulwesen übertrugen. 1888 wurde Oettingen zwar emeritiert, aber zunächst für fünf Jahre als Honorarprofessor weiter beschäftigt. 1893 ließ sich Oettingen deswegen in Leipzig nieder, wo er auf Empfehlung seines Schülers Wilhelm Ostwald als Privatdozent tätig war und 1894 zum Honorarprofessor ernannt wurde. Dieses Amt hatte er bis 1919 inne. Seit 1901 war er Mitglied der Königlich Sächsischen Gesellschaft der Wissenschaften.

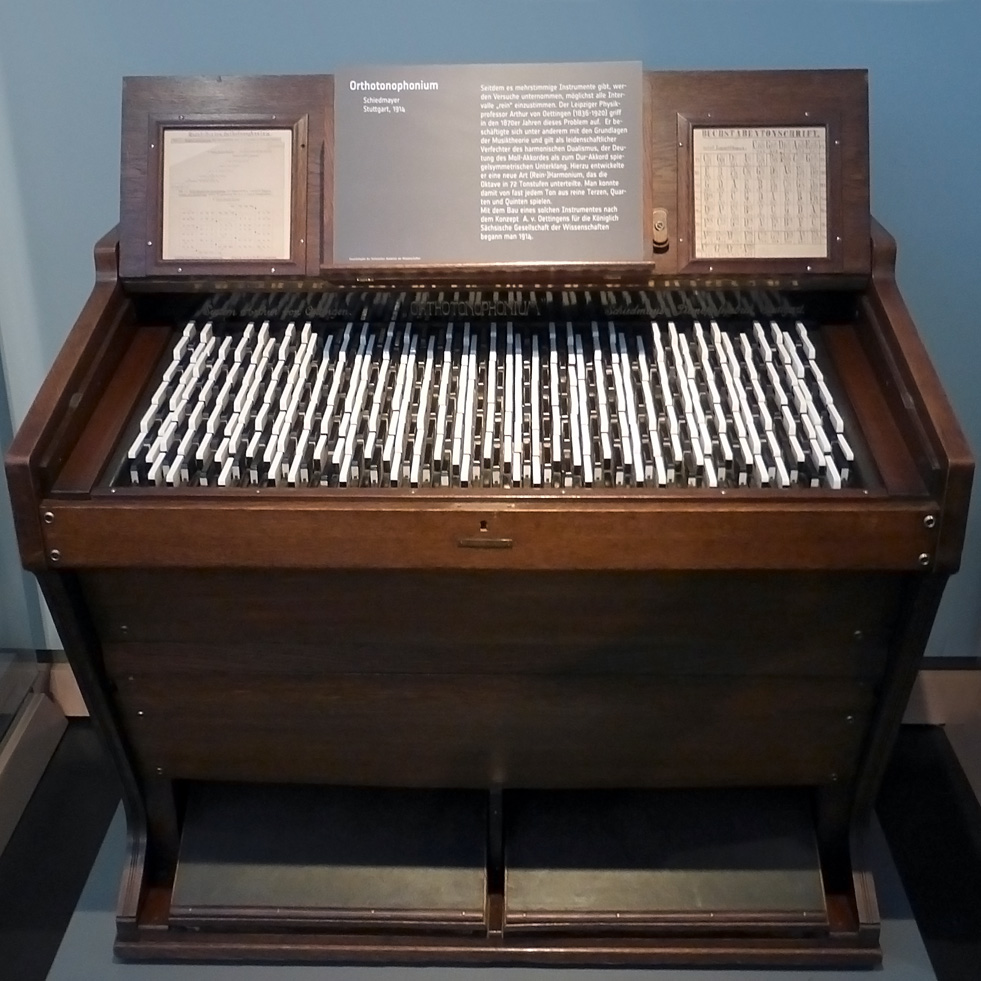
Orthotonophonium von 1914 im Museum für Musikinstrumente der Universität Leipzig

Oettingen war wissenschaftlich auch in der Thermodynamik tätig und war der erste europäische Physiker, der den Ideen Josiah Willard Gibbs den Weg bereitete. Er erfand das Anämometer zur Messung von Windstärken. Daneben beschäftigte er sich mit den Grundlagen der Musiktheorie und gilt als leidenschaftlicher Verfechter des harmonischen Dualismus, der Deutung des Moll-Akkordes als zum Dur-Akkord spiegelsymmetrischen Unterklang. Im Anschluss an Hermann von Helmholtz und zahlreiche weitere Physiker und Musiker konstruierte er mit seinem 1916 fertiggestellten Orthotonophonium ein Harmonium in reiner Stimmung, dessen Tondisposition gemäß seinen dualistischen Anschauungen vom Ton d ausgehend symmetrisch konzipiert war. Auf diesem Instrument ist die Oktave in 53 nicht temperierte Tonstufen unterteilt, so dass sich von allen Tönen rein gestimmte Terzen und Quinten intonieren lassen, jedoch keine Naturseptimen. In seinem Buch Das duale Harmoniesystem führte er 1913 die Millioktave als Maßeinheit von Mikrointervallen ein. Dafür unterteilte er die Oktave in 1000 mO ein. Dieses Maß hat sich jedoch nicht gegen die Einteilung in 1200 Cent (100 Cent pro temperiertem Halbton) durchsetzen können. Durch die Rezeption von Musiktheoretikern wie Hugo Riemann, Richard Wicke und Jens Rohwer wurden einige seiner Gedanken lange Zeit intensiv diskutiert; zu den wenigen späteren Theoretikern, die seine Ideen aufgriffen, gehört Martin Vogel.
1909 gründete er gemeinsam mit Edwin Bormann und Georg Bötticher den Leipziger Künstlerbund der Leoniden.

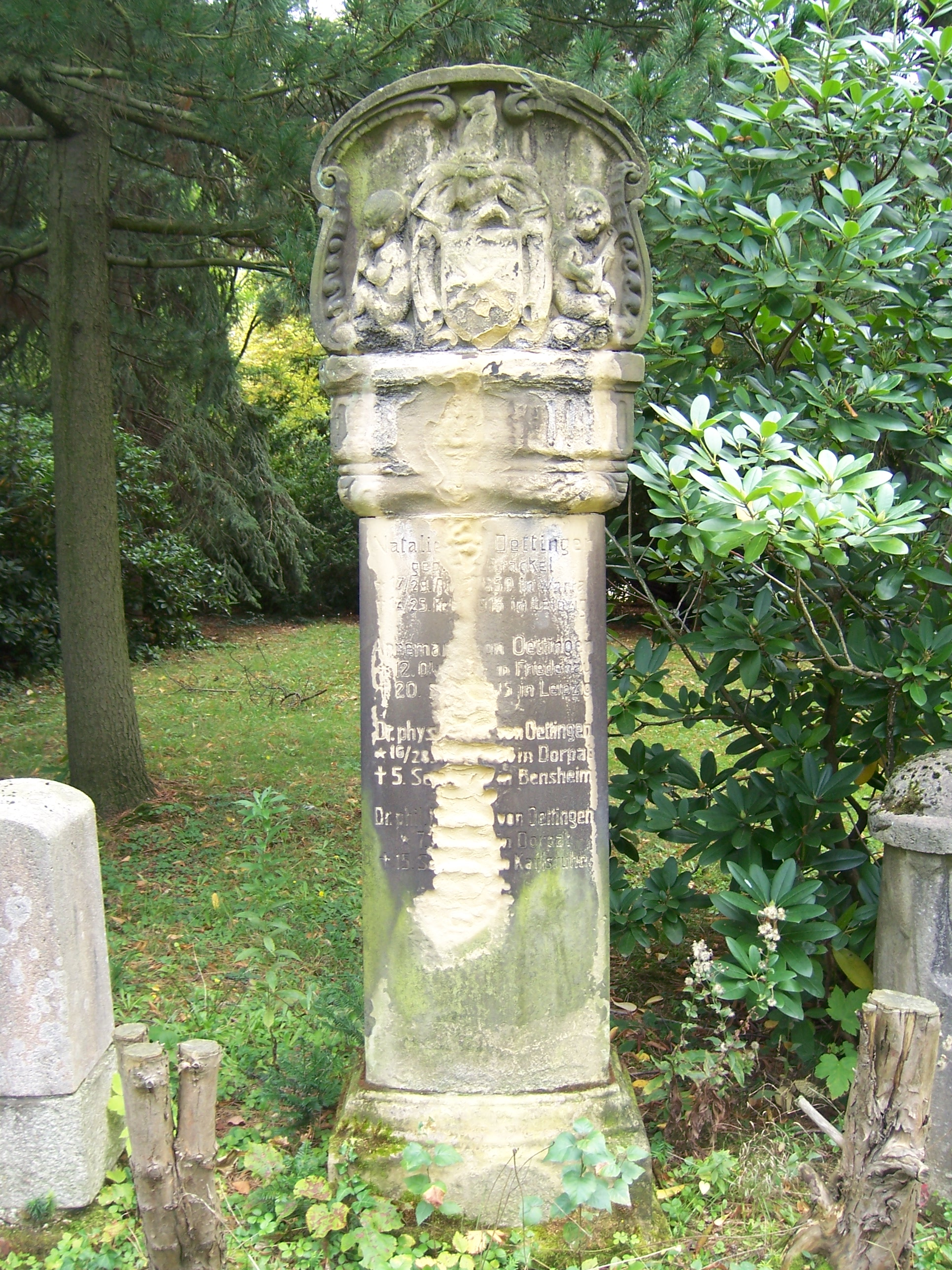
Grabstätte Arthur und Natalie von Oettingen auf dem Südfriedhof in Leipzig

Oettingen starb am 5. September 1920 in Bensheim an der Bergstraße, wohin er 1919 zu seinem Sohn Reinhart gezogen war. Begraben wurde er auf dem Südfriedhof in Leipzig.

## Orden und Ehrenzeichen
- Sankt-Stanislaus-Orden
- Russischer Orden der Heiligen Anna
- Orden des Heiligen Wladimir

## Veröffentlichungen (Auswahl)
- Der Rückstand der Leidener Batterie als Prüfungsmittel für die Art der Entladung, Dorpat 1862, auch in: Annalen der Physik und Chemie 191 (1862), S. 513–557.
- Ueber das Laden der Leydener Batterie durch Induction und über die Entladung der Batterie durch das Inductorium, Dorpat 1863, auch in: Annalen der Physik und Chemie 194 (1863), S. 369–406.
- Über die Correction der Thermometer, insbesondere über Bessel's Kalibrir-Methode, Dorpat 1865.
- Harmoniesystem in dualer Entwicklung. Studien zur Theorie der Musik, Dorpat und Leipzig 1866.
- „Ueber das bei dem umkehrbaren Kreisprocess permanenter Gase zu erreichende Arbeitsquantum“, in: Annalen der Physik und Chemie Ergänzungs-Bd. 5 (1871), S. 540–563.
- „Das Nordlicht - Spectrum“, in: Annalen der Physik und Chemie 222 (1872), S. 284–287.
- Festrede zur Jahresfeier der Stiftung der Universität Dorpat, Dorpat 1873.
- „Ueber künstlich herbeigeführte Interruption der oscillatorischen Entladungen einer Leydener Batterie und über das Gesetz der elektrischen Schlagweite“, in: Annalen der Physik und Chemie Jubel-Bd. (1874), S. 269–280.
- „Ueber Temperatur und Adiabate“, in: Annalen der Physik und Chemie Erg.-Bd. 7 (1876), S. 83–134.
- „Der Entladungsrückstand der Leydner Batterie in seiner Abhängigkeit von der Beschaffenheit der isolirenden Substanz“, in: Annalen der Physik und Chemie 238 (1877), S. 305–326.
- Phänologie der Dorpater Lignosen, Dorpat 1879.
- Auge und Ohr, Dorpat 1882.
- Meteorologische Beobachtungen in Dorpat angestellt, Dorpat (1871–1893), mit kritischen Abhandlungen
- Die thermodynamischen Beziehungen antithetisch entwickelt, St. Petersburg 1885.
- „Einige Beobachtungen über den Instinkt der Vögel“, in: Sitzungsberichte der Dorpater Naturforscher-Gesellschaft 7 (1886), S. 328–332.
- „Die Methode des rotirenden Spiegels“, in: Central-Zeitung für Optik und Mechanik 8 (1887), S. 229–230 und 268-269.
- „Ueber Interferenz oscillatorischer electrischer Entladungen“, in: Annalen der Physik und Chemie 270 (1888), S. 570–575.
- „Die Werthigkeit der Sinne für Leben und Wissenschaft“, in: Baltische Monatsschrift 37 (1890), S. 295–308.
- „Bemerkungen zur Abhandlung des Hrn. Adolf Heydweiller: 'Ueber Funkenentladungen des Inductoriums in normaler Luft'“, in: Annalen der Physik und Chemie 276 (1890), S. 74–82.
- Gedächtnissrede zur Feier des hundertjährigen Geburtstages von Wilhelm Struve (= Vierteljahrschrift der Astronomischen Gesellschaft 29), Bonn 1893.
- Elemente des geometrisch-perspektivischen Zeichnens, Leipzig 1901.
- „Das duale System der Harmonie“, in: Annalen der Naturphilosophie 1 (1902), S. 62–75; 2 (1903/4), S. 375–403; 3 (1904), S. 241–269; 4 (1905), S. 116–152 und 301-338; 5 (1906), S. 449–503.
- Die perspektivischen Kreisbilder des Kegelschnitt, Leipzig 1906.
- „Das Beurteilen perspektivischer Abbildungen in Hinsicht auf den Standpunkt des Beurteilers“, in: Annalen der Naturphilosophie 5 (1906), S. 349–377.
- „Das Kausalgesetz“, in: Annalen der Naturphilosophie 6 (1907), S. 459–475.
- „Ein Brief von Arthur von Oettingen“, in: Aus Baltischer Geistesarbeit 2 (1909), S. 173–181 (autobiografische Darstellung, Nachdruck in: Baltische Lebenserinnerungen, hrsg. v. Alexander Eggers, Heilbronn 1926, S. 183–191).
- Die Schule der Physik. Besonders für das Selbststudium, Braunschweig 1910.
- Das duale Harmoniesystem, Leipzig 1913.
- „Die Grundlagen der Musikwissenschaft und das duale Reinistrument“, in: Abhandlungen der mathematisch-physikalischen Klasse der Königlich Sächsischen Gesellschaft der Wissenschaften 34 (1917), S. I-XVI und 155-361.
- (Hrsg.): Johann Christian Poggendorffs Biographisch-literarisches Handwörterbuch zur Geschichte der exacten Wissenschaften. Bd. 3 und 4. 1898 u. 1904.
- Die Eigenschaften des Wassers in ihrer Bedeutung für das Verständnis der Natur, in: Aus baltischer Geistesarbeit, Reden und Aufsätze neu herausgegeben vom Deutschen Verein in Livland, Bändchen X, Verlag von Jonck & Poliewsky, Riga 1909
- Eine Forderung der malerischen Perspective vom mathematischen Standpuncte aus betrachtet. Abdruck aus den Berichten der mathematisch-physischen Classe der Königl. Sächs. Gesellschaft der Wissenschaften zu Leipzig. Sitzung vom 14. November 1901